# 낙산운수
낙산운수(樂山運輸) 또는 오차운수(오래된 차가 많아서)는 서울특별시의 마을버스 회사이다.

## 연혁
- 1995년 11월 14일: 회사 설립

## 운행 노선
- ● 성동03-1번: 신금호역 ↔ 금북초 ↔ 행당역 ↔ 무학중, 무학여고 ↔ 왕십리역 ↔ 성동구청 → 성동구보건소 →숭신초, 도선고 → 왕십리도선동주민센터→ 서울시설공단
- ● 성동03-2번: 왕십리KCC스위첸아파트 → 금호베스트빌, 래미안하이베르 →왕십리자이, 신당현대아파트 ↔ 극동미라주아파트, 대림아파트후문 ↔ 논골, 금호벽산아파트, 성동공유센터 ↔ 행당역 ↔ 무학중, 무학여고 ↔ 왕십리역 ↔서울숲더샵 ↔ 한양대병원 ↔ 한양대학교(교내)

## 차종
뉴 카운티, 일렉시티 타운을 보유하고 있다.